# Jógvan á Lakjuni
Jógvan á Lakjuni, född 13 november 1952 i Fuglafjørður, är en färöisk politiker (Fólkaflokkurin) och lärare.
Han arbetade på sjön mellan 1969 och 1972 och var lärare i folkskolan 1977-1989. Sedan 1989 har han undervisat vid Føroya Handilsskúli i Kambsdalur. Han tog examen vid Føroya Læraraskúli 1977 och har utöver detta tagit diverse kurser vid Färöarnas universitet. Lakjuni har också varit aktiv inom det färöiska musiklivet, bland annat som vokalist i bandet Bros under 1980-talet, och spelar flygel.
Lakjuni har varit politiskt aktiv sedan 1989 då han deltog under Lagtingets sammanträden, och valdes in i Lagtinget 1998. Han var medlem i Lagtingets delegation i det Nordiska rådet och medlem av delegationen i Västnordiska rådet. Lakjuni var ordförande i det senare mellan 2002 och 2003.
Jógvan á Lakjuni var kulturminister i Jóannes Eidesgaards första regering 2004-2008. Han möttes dock av motstånd från Fólkakirkjan eftersom han är medlem i Brøðrasamkoman och hans post kallades provocerande av biskop Hans Jacob Joensen. Hans ministerpost ogillades dock inte, och Jógvan á Lakjuni fick ansvaret för kyrkofrågor tillsammans med undervisnings-, forsknings- och kulturfrågor.